# Скороход, Максим Сергеевич
Макси́м Серге́евич Скорохо́д (укр. Максим Сергійович Скороход; 25 марта 2005, Бобринец) — украинский футболист, полузащитник клуба «Ингулец».

## Биография
Родился в городе Бобринец Кировоградской области. Воспитанник академии кропивницкой «Звезды». В ДЮФЛУ с 2018 по 2022 год выступал за «Звезду» и львовские «УФК-Карпаты».
В конце августа 2022 переведён в резервную команду «Карпат». На взрослом уровне дебютировал 2 августа 2023 года в проигранном (1:2) выездном поединке 2-го раунда кубка Украины против франковского «Прикарпатья». Максим вышел на поле в стартовом составе, а на 46-й минуте его заменил Александр Фетько. Этот матч оказался единственным за первую команду «Карпат». За резервную команду дебютировал 7 августа 2023 года в победном (5:0) выездном поединке 1-го тура Второй лиги Украины против львовского «Руха-2». Скороход вышел на поле в стартовом составе, а на 75-й минуте его заменил Александр Абрамчук. Первым голом на профессиональном уровне отличился 18 сентября 2023 года на 38-й минуте победного (3:1) домашнего поединка 8-го тура Второй лиги Украины против запорожского «Металлурга-2». Максим вышел на поле в стартовом составе и отыграл весь матч. В сезоне 2023/24 отличился 4-мя голами в 18-ти поединках за «Карпаты-2».
В середине октября 2024 года отправился на просмотр в «Ингулец», по результатам которого подписал с клубом контракт. В футболке петровского клуба дебютировал 23 ноября 2024 года в проигранном (0:6) выездном поединке 14-го тура Премьер-лиги Украины против донецкого «Шахтёра». Скороход вышел на поле на 85-й минуте вместо Владимира Белоцерковца.